# Wacław Leśniański
Wacław Leśniański (ur. 28 września 1886 w Trembowli, zm. 14 listopada 1956 w Gliwicach) – polski chemik, profesor technologii chemicznej.

## Życiorys
Urodzony w rodzinie mieszczańskiej Jana i pochodzącej z Glinian Janiny z domu Markowskiej. Ukończył szkołę podstawową w Trembowli, następnie gimnazjum we Lwowie w 1905. Absolwent Wydziału Chemii Technicznej Lwowskiej Szkoły Politechnicznej z 1909 z tytułem inżyniera chemika. Został asystentem na uczelni w Katedrze Technologii Chemicznej, a w 1914 uzyskał tytuł naukowy doktora nauk technicznych za pracę pt. „O parachinonach fenonaftakrydonu i chinakrydonu”. Od tego czasu do 1917 pracował jako nauczyciel w Trembowli. Od tego roku został zatrudniony w laboratorium Spółki „Metan” jako prokurent, przemianowanej w 1922 w Chemiczny Instytut Badawczy (wówczas został członkiem zarządu, także po przeniesieniu do Warszawy w 1925).
Równolegle od 1920 do 1923 wykładał na Wydziale Chemicznym Politechniki Lwowskiej. W 1922 uzyskał habilitację za pracę pt. „Rozkład nafty w strumieniu gorących gazów spalenia” otrzymując tytuł docenta w 1923. W tym samym roku został kierownikiem utworzonej Katedry Technologii Chemicznej III (przemysłu organicznego). Od października 1923 profesor nadzwyczajny, od 9 lipca 1929 profesor zwyczajny technologii chemicznej organicznej w Katedrze Technologii Chemicznej Organicznej na Wydziale Chemicznym Politechniki Lwowskiej. Od 1926 do 1928 oraz od 1933 do 1935 dziekan Wydziału Chemicznego. Prowadził wykłady z technologii chemicznej organicznej. W 1928 w ramach Izby Przemysłowo-Handlowej we Lwowie został mianowany biegłym rewidentem dla sądów w dziedzinie chemii. Równocześnie od 1932 do 1939 był konsultantem fabryki półproduktów i barwników organicznych „Przemysł Chemiczny – Boruta” w Zgierzu. 
Od 1939 w trakcie II wojny światowej w czasie okupacji sowieckiej pozostawał profesorem Katedry Technologii Chemicznej Organicznej w przemianowanym Lwowskim Instytucie Politechnicznym. Po ataku III Rzeszy na ZSRR z czerwca 1941 i zajęciu Lwowa przez Niemców usunięty z uczelni. Od listopada 1941 nauczyciel w Chemicznej Szkole Zawodowej, od maja 1942 wykładowca w Zawodowych Kursach Technicznych. Po przejściu frontu wschodniego i wkroczeniu Armii Czerwonej w lipcu 1944 organizował na nowo Politechnikę i od października 1944 rozpoczął zajęcia.
W toku przymusowych wysiedleń ludności polskiej z Kresów Wschodnich i wysiedleń Polaków ze Lwowa trafił wraz z grupą profesorów do Gliwic. Został zatrudniony w utworzonej tam Politechnice Śląskiej oraz był organizatorem Wydziału Chemicznego i Katedry Technologii Organicznej. Od 1945 do 1950 jego prodziekan. Prowadził wykłady z technologii chemicznej organicznej. Prowadził badania barwników syntetycznych, tworzyw sztucznych, środków powierzchniowo czynnych, technologii ropy naftowej. Został członkiem rad naukowych Instytutów: Metalurgii, Węglowego, Koksowniczego, Syntezy Chemicznej. Działał w towarzystwach i współredagował czasopisma fachowe.
Zmarł 14 listopada 1956. Został pochowany na cmentarzu Centralnym w Gliwicach.

## Publikacje
- Produkcja helu (1919)
- Chemja organiczna. T. 1, Część ogólna - połączenia alifatyczne (1924, współautorzy: Stanisław Opolski, Kazimierz Kling)
- Chemia organiczna: Połączenia izocyklowe i heterocyklowe alkanoidy i białko, Tom 2 (1925, współautorzy: Stanisław Opolski, Kazimierz Kling)
- On some alkyl aryl sulfides and sulfoxides (1964, współautor: Zbigniew Ostrowski)

## Ordery i odznaczenia
- Krzyż Komandorski Orderu Odrodzenia Polski (1938)[6]
- Złoty Krzyż Zasługi (1955)[7]